# José Lins do Rego
José Lins do Rego Cavalcanti  (Pilar, 3 de junio de 1901 - Río de Janeiro, 12 de septiembre de 1957) fue un escritor y periodista brasileño que, junto a Graciliano Ramos y Jorge Amado, figura como uno de los novelistas regionalistas más importantes de la literatura brasileña. También conocido como Zélins, es el autor de un ciclo semiautobiográfico de cinco novelas conocido como Ciclo da cana-de-açúcar (Ciclo de la caña de azúcar), en referencia al papel que en él ocupa la decadencia del ingenio azucarero nordestino: Menino de Engenho, Doidinho (1933), Bangüê (1934), O Moleque Ricardo (1935), y Usina (1936). 

## Biografía
Nació en el Ingenio Corredor, municipio paraibano de Pilar, hijo de João do Rego Cavalcanti y de Amélia Lins Cavalcanti. Sus antepasados fueron dueños y señores de ingenios azucareros, por lo cual buena parte de su infancia transcurrió en ese mundo. Su contacto con el mundo rural del Nordeste le dio la oportunidad de relatar, nostálgica y críticamente, sus experiencias a través de los personajes de sus primeras novelas. 
Después de pasar su infancia en el interior y ver de cerca cómo los ingenios de azúcar cedían terreno frente a las usinas, provocando fuertes transformaciones sociales y económicas, se trasladó a la ciudad de Paraíba, actual João Pessoa, donde cursó sus estudios secundarios, y en 1920 se matriculó en la Facultad de Derecho de Recife.
En ese período inició sus colaboraciones periodísticas con el diario Jornal do Recife y trabó amistad con Gilberto Freyre, quien lo alentó a fundar el semanario Dom Casmurro, en 1922. Admirador de la obra de Machado de Assis y de Raul Pompeia, durante sus años de estudiante José Lins amplió sus contactos con el medio literario de Pernambuco. Trabó amistad con José Américo de Almeida (autor de A Bagaceira), Osório Borba, Luís Delgado, Aníbal Fernandes entre otros.
Se graduó en 1923 y en 1924 se casó con Filomena «Naná» Masa. En 1925 ingresó al Ministerio Público como promotor en Manhuaçu y en 1926 se trasladó a Maceió, donde ejerció funciones como fiscal de bancos hasta 1930, y como fiscal de consumo, de 1931 a 1935. En ese período colaboró con el Jornal de Alagoas y se integró al grupo de Graciliano Ramos, Rachel de Queiroz, Aurélio Buarque de Holanda, Jorge de Lima,  Valdemar Cavalcanti, Aloísio Branco, Carlos Paurílio y otros. 
Allí publicó su primera novela, Menino de Engenho (1932), clave de una obra que se reveló de importancia fundamental en la historia de la novela moderna brasileña. Además de la opinión favorable de la crítica, en particular de João Ribeiro, el libro recibió el Premio de la Fundação Graça Aranha. En 1933, publicó Doidinho y en 1934, Bangüê, segundo y tercer libro respectivamente del «Ciclo de la Caña de Azúcar».
En 1935 se trasladó a Río de Janeiro, donde colaboró con el diario O Globo y con Diários Associados, y participó activamente de la vida cultural de su tiempo, como un escritor popular y consagrado. Continuó publicando novelas, crónicas, libros de viajes y un libro de memorias Meus Verdes Anos, en 1956. En 1955 fue elegido miembro de la Academia Brasileña de Letras. Falleció en Río de Janeiro en 1957, a los 56 años.

## Sobre su obra
Según Otto Maria Carpeaux, José Lins fue el «último de los contadores de historias.» Su obra regionalista no se limita sólo a la denuncia sociopolítica, sino que, como afirmó Manuel Cavalcanti Proença, también se destaca en su «sensibilidad a flor de piel, en la sinceridad frente a la vida, en la autenticidad que lo caracterizaba.»
Se atribuye a José Lins do Rego la invención de la nueva novela moderna brasileña. El conjunto de su obra constituye un hito de la literatura regionalista y atestigua el declive del Nordeste cañero, con una visión cada vez menos nostálgica y más realista del autor en su serie de cinco novelas que integran el Ciclo da cana-de-açúcar. Algunos críticos sostienen que el autor ayudó a construir una nueva forma de escribir fundada en la «obtención de un ritmo oral», que fue posible gracias a la libertad conquistada e praticada por los modernistas de 1922. Su magnum opus, Fogo Morto (1943), es vista como la «novela de los grandes personajes». y como «una de las más representativas no sólo de la ficción de los años 30 sino de todo el Modernismo brasileño.»

Ingenio en funcionamento, Pernambuco, Brasil, década de 1950.

Su estilo es enteramente despojado y carece de actitudes o artificios literarios. Se veía a sí mismo como un escritor instintivo y espontáneo, y llegó a señalar que las fuentes de su arte narrativa estaban en las calles: «Cuando imagino mis novelas tomo siempre como modo de orientación el decir las cosas tal como ellas surgen en la memoria, con las formas y las maneras simples de los poetas ciegos».
José Lins gozó en vida de gran popularidad. A propósito de uno de sus libros fundamentales, Menino de Engenho, uno de los mayores críticos literarios de la época, João Ribeiro, dijo que «Bien examinadas las cosas, este libro punzante es de una realidad profunda. Nada hay en él que no sea el espejo de lo que ocurre en la sociedad rural y en las ciudades del Norte y del Sur de Brasil. Es sobre todo el Brasil y un poco de todo el mundo.»
Menino de Engenho está considerado por la crítica como una obra pionera «que se reveló de importancia fundamental en la historia de la moderna novela brasileña». Gilberto Freyre fue uno de los que afirmó que su colega y amigo José Lins había iniciado, de hecho, «una nueva novela en lengua portuguesa» y  provocado en la Región Nordeste de Brasil una poesía modernista-tradicionalista que Jorge de Lima había inaugurado con O Mundo do Menino Impossível y Essa Negra Fulô. Alfredo Bosi, por su parte, encontró en la obra de José Lins la más alta expresión literaria, poética y testimonial de la transición del ingenio azucarero a la usina en la región azucarera de Paraíba y de Pernambuco. Wilson Mortim no quedó satisfecho con Fogo Morto en su História da Inteligência Brasileira, y afirmó que el «el libro no pasa de una simple reelaboración del Ciclo de la caña de azúcar, sin agregarle nada y hasta quitándole alguna cosa.» Por el contrario, Bosi consideró a Fogo Morto como la verdadera «superación» del ciclo la caña de azúcar.
António Cândido destacó en un análisis de los personajes de Fogo Morto: «Lo que vuelve a esta novela impar entre las publicadas en 1943 es la calidad humana de los personajes creados: aquí, los problemas se funden con las personas y sólo tienen sentido en tanto elementos del drama en el que ellas viven.» Massaud Moisés coloca a esta novela entre los libros de los años 30, a pesar de haber sido publicado en 1943, por considerarlo una expresión «acabada del espíritu de proyecto estético e ideológico regionalista característico de aquella década». Luciana Stegagno Picchio afirmó que gracias a José Lins «el regionalismo se transformó en un acto personal, un instrumento de realización literaria.» Sérgio Milliet afirmó que José Lins realizó una gran obra al «ofrecernos una imagen muy nítida del Nordeste de los últimos ingenios, evolucionando lentamente entre crisis políticas y luchas domésticas, amodorrado bajo el sol de las secas.» Carpeaux escribió que todo el universo de la casa-grande, de la senzala (morada destinada a los esclavos en los ingenios y haciendas de Brasil), de los señores del ingenio, etc. «no existiría nunca más a no ser en las novelas de José Lins do Rego.»
Mário de Andrade escribió que Fogo Morto era un «dato psicológico único». La obra literaria de José Lins do Rego, como él mismo afirma, se basó, fundamentalmente, en las historias contadas por la vieja Totônia y por la lectura de La historia del emperador Carlomagno y de los doce pares de Francia, que leyó a los doce años, en el internado de Itabaiana (João Pessoa), habiendo recibido también influencias de Victor Hugo, Proust, Thomas Hardy, Stendhal y los que él llamaba como «los grandes rusos de mi vida: Tolstói, Chéjov y Dostoievski». Entre los brasileños, citaba a Raul Pompéia, Machado de Assis, Gilberto Freyre y Olívio Montenegro. Su obra se caracteriza, en particular, por su extraordinario poder de descripción. Reproduce en el texto el lenguaje nordestino, convirtiéndose de hecho en el más legítimo representante de la literatura regional nordestina.

## Obras

### Novelas
- Menino de engenho (1932)
- Doidinho (1933)
- Bangüê (1934)
- O Moleque Ricardo (1935)
- Usina (1936)
- Pureza (1937)
- Pedra bonita (1938)
- Riacho doce (1939)
- Água-mãe (1941)
- Brandão Entre o Mar e o Amor (1942) (escrita en conjunto con Jorge Amado, Graciliano Ramos, Aníbal Machado y Rachel de Queiroz)
- Fogo morto (1943)
- Eurídice (1947)
- Cangaceiros (1953)
- Histórias da velha Totonha (1936)
- Meus Verdes Anos (memórias) (1956) (memorias)

### Crónicas y ensayos
- Gordos e magros (1942). Río de Janeiro, Casa do Estudante do Brasil.
- Pedro Américo (1943) (conferencias)
- Poesia e vida (1945). Río de Janeiro, Universal.
- Conferências no Prata (1946)
- Homens, seres e coisas (1952). Río de Janeiro, Servicio de documentación del Ministerio de Educación y Salud.
- Bota de sete léguas (1952) (viajes)
- A casa e o homem (1954). Río de Janeiro, Organização Simões.
- Roteiro de Israel (1955)
- Gregos e troianos (1957)
- Presença do Nordeste na literatura brasileira (1957). Río de Janeiro, Servicio de documentación del Ministerio de Educación y Salud
- O vulcão e a fonte (1958). Río de Janeiro, O Cruzeiro. (póstuma)
- Dias idos e vividos - antologia (1981). Selección, organización y estudios críticos de Ivan Junqueira. Río de Janeiro, Nova Fronteira.
- Ligeiros Traços: escritos de juventude (2007). Selección, organización y notas de César Braga-Pinto.  Río de Janeiro, Editora José Olympio.

### Prefacios
- Caminhos do Pajeú, Luís Cristóvão dos Santos (1955)

### Literatura infantil
- Histórias da Velha Totônia (1936). Río de Janeiro, José Olympio.

## Filmografía
- Menino de engenho (1965). Producción: Glauber Rocha y Walter Lima Júnior. Dirección: Walter Lima Júnior.
- José Lins do Rego (documental). Premio del Instituto Nacional de Cinema (INC), como Mejor Dirección de cortometraje en 1969.
- José Lins do Rego (cortometraje). Producción: José Olympio Editora. Dirección: Walter Lima Júnior.
- Fogo morto. Producción: Miguel Borges. Dirección: Marcos Faria.